# Тишківський (зупинний пункт)
Тишкі́вський — залізничний пасажирський зупинний пункт Куп'янської дирекції Південної залізниці.
Розташований на заході села Старовірівка Шевченківський район, Харківської області на лінії Коробочкине — Куп'янськ-Вузловий між станціями Старовірівка (4 км) та Гроза (5 км).
Станом на травень 2019 року щодоби три пари приміських електропоїздів здійснюють перевезення за маршрутом Куп'янськ-Південний — Гракове/Харків-Пасажирський.